# 큰반디쿠트쥐
큰반디쿠트쥐 또는 큰도깨비쥐(Bandicota indica)는 쥐과에 속하는 설치류의 일종이다. 방글라데시와 중국, 인도, 인도네시아, 라오스, 말레이시아, 미얀마, 네팔, 스리랑카, 대만, 태국, 베트남에서 발견된다. 꼬리 길이를 포함하여 전체 몸길이가 약 27~29cm까지 자라며, 꼬리 길이는 최대 28cm이다.